# مهريغول تورسون
مهريغول تورسون (باللغة الأويغورية: مېھرىگۈل تۇرسۇن)؛ (بالصينية: 美合日古丽·吐尔逊) (مواليد 1 يونيو 1989) هي ناجية من عرق الأويغور كانت محتجزة في أحد معسكرات إعادة التعليم في شينجيانغ في الصين.
صرحت تورسون أنها احتُجزت عدة مرات في أحد «المعسكرات السياسية لإعادة التأهيل»، وأن أحد أبنائها توفي في ظروف غامضة أثناء وجودها في الاحتجاز من قبل السلطات الصينية في عام 2015. في المقابل نفت وزارة الخارجية الصينية مزاعمها وقدمت روايتها الخاصة للأحداث.

## الشهادة
في 26 نوفمبر 2018، أدلت مهريغول تورسون بشهادتها في نادي الصحافة الوطني بواشنطن العاصمة، حيث صرحوا بأنهم تعرضوا للضرب والتجويع والصعق بالكهرباء والجلد عراة. كما قالت:
| مهريغول تورسون | {{{1}}} | مهريغول تورسون |

.
في 28 نوفمبر 2018، صرحت مهريغول بشهادتها من خلال مترجمة، أمام اللجنة التنفيذية للكونجرس في سلسلة من ثلاثة اعتقالات قائلة:
| مهريغول تورسون | {{{1}}} | مهريغول تورسون |

.
في ديسمبر 2018، حصلت تورسون على جائزة المواطنة القوية.
في أبريل 2019 أصدرت رسامة المانغا اليابانية تومومي شيميزو قصة مرسومة تحاكي ما حصل لمهريغول تورسون تحت عنوان ما الذي حدث معي - شهادة لامرأة من الأويغور والتي حصدت على أكثر من مليونين ونصف مشاهدة على الإنترنت، بالإضافة إلى ترجمتها إلى العديد من اللغات منها الإنجليزية والصينية والإيغورية ولغات أخرى.

## ردود الفعل الصينية
رداً على تقرير لشبكة سي إن إن، رفضت المتحدثة باسم وزارة الخارجية الصينية هوا تشونينغ بشدة مزاعم مهريغول مقدمة روايتها الخاصة للأحداث.
حيث صرحت هوا قائلة: تم احتجاز مهريغول من قبل شرطة مقاطعة كيمو لمدة 20 يومًا في الفترة من 21 أبريل إلى 20 مايو 2017، للاشتباه في قيامها بالتحريض على الكراهية والتمييز العرقي، لكنها لم تكن مطلقًا سجينة أو وُضعت في «مركز تدريب مهني» (المصطلح الحكومي لمعسكرات الإعتقال). كما أضافت أنها خارج هذه الأيام العشرين، كانت حرة تمامًا أثناء إقامتها في الصين حيث سافرت كثيرًا إلى الخارج. فيما رفضت ادعاء مهريغول بالتسبب بوفاة أحد أبنائها في مستشفى أورومتشي للأطفال. وفقا لهوا، تم إرسال مهريغول وأقاربها واحدا من أبنيها الإثنين إلى المستشفى للعلاج في المستشفى ثلاث مرات في عام 2016، الذي نجا بعد ذلك وغادر الصين مع مهريغول وزوجها وشقيقته في 22 أبريل 2018، مع جوازات سفرهم المصرية. فيما استلمت مهريغول ابنها الآخر من الصين إلى تركيا في يناير 2016.
في 27 نوفمبر 2018، انتقدت صحيفة غلوبال تايمز الصينية، مهريغول تورسون بعد شهادتها في نادي الصحافة الوطني مصرحة «من السهل القول إن المرأة كانت تكذب وأن هناك شخص قد علمها أن تتحدث بهذا الشكل. ربما ترغب في طلب اللجوء إلى الولايات المتحدة».
في 3 ديسمبر 2018، نشرت الصحيفة مقالًا اخر تنتقد فيه تورسون، مصرحة «تحبها وسائل الإعلام الغربية، كما لو أنهم فازوا بالجائزة الكبرى فانتهى بهم المطاف بالحصول على شهادة شاهد لمهاجمة الصين، دون أن يبالوا بأي عيوب في كلماتها، بعض الأجانب يشترون قصص تورسون لأن لديهم سوء فهم خطير حول الصين بناء على الجهل».